# Szczepan Humbert
Szczepan Humbert (ur. 25 lipca 1756 w Paryżu, zm. 19 marca 1829 w Krakowie) – architekt pochodzenia francuskiego.

## Życiorys
Od 1775 mieszkał w Polsce, 17 maja 1788 król Stanisław August Poniatowski mianował go architektem Królewskiego Stołecznego miasta Krakowa.16 czerwca 1796 przyznano mu obywatelstwo krakowskie. Ożenił się w 1793 w Krakowie z rodaczką, nauczycielką Magdaleną Baillot (1755–1812). Byli bezdzietnym małżeństwem, więc w testamencie zapisał swój majątek (60 tysięcy złotych) miastu – z pieniędzy tych powstał krakowski Instytut Techniczny. Pochowany został na cmentarzu Rakowickim w kwaterze Lb.

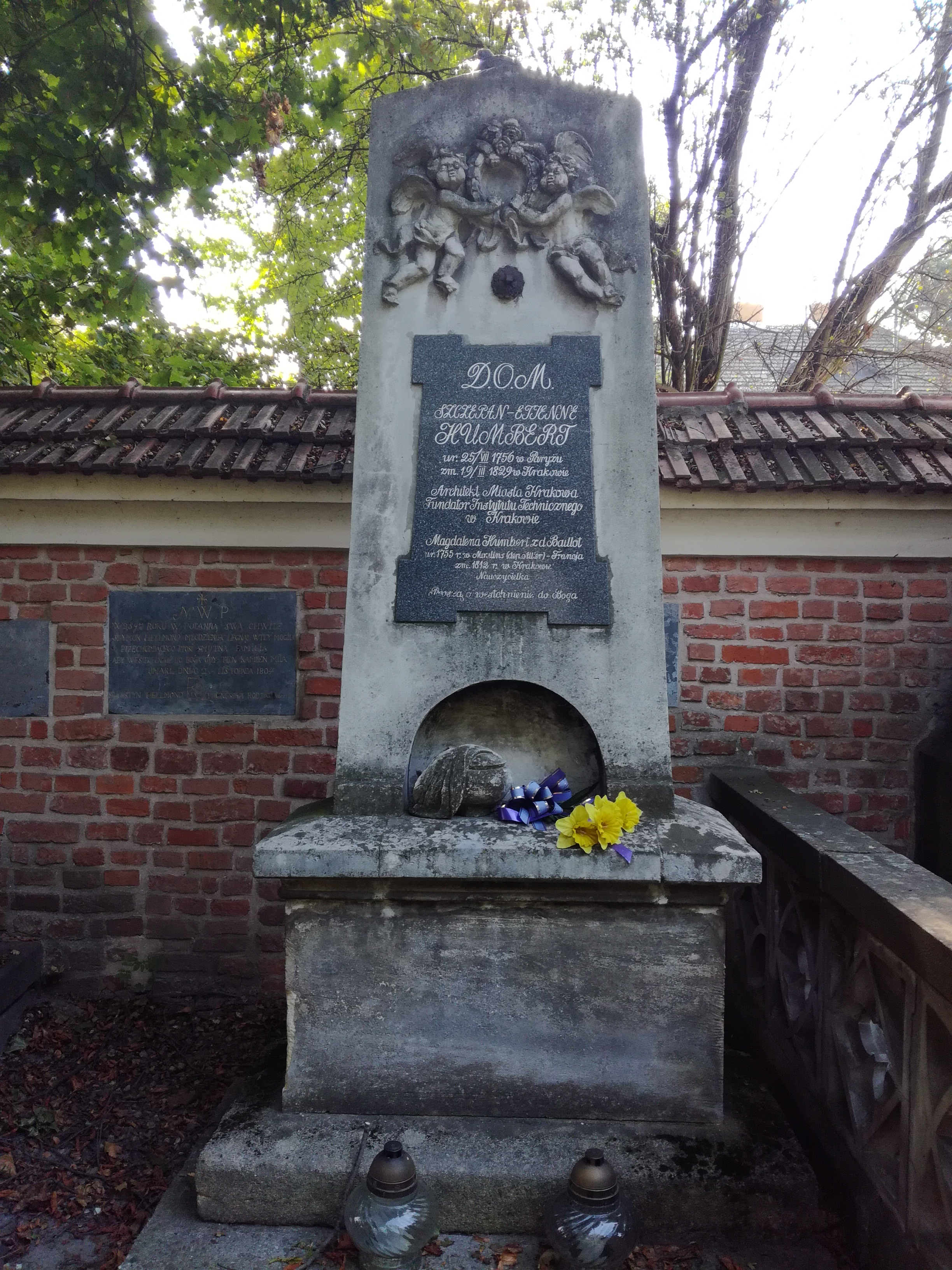
Grób Szczepana Humberta na cmentarzu Rakowickim

## Główne prace
- Pałacyk Vauxhall w Krzeszowicach.
- dom przy ulicy Sławkowskiej z lat 1817-1820 obecnie Hotel Saski
- przebudowa gmachu przy placu Szczepańskim na siedzibę Teatru Starego
- restauracja Pałacu Biskupiego w Krakowie
- zmiana fasady Pałacu Massalskich (potem Larischa) przy pl. Wszystkich Świętych 6
- odbudowa zniszczonej pożarem Kamienicy Pod Murzynami
- przebudowa Hotelu Pod Różą
- ostateczny projekt i nadzór przy budowie Kopca Kościuszki wraz z profesorem Franciszkiem Sapalskim